# Dmytro Kravčenko
Dmytro Andrijovyč Kravčenko (in ucraino Дмитро Андрійович Кравченко?; Poltava, 25 febbraio 1995) è un calciatore ucraino, centrocampista del Metalist 1925.

## Caratteristiche tecniche
È un mediano.

## Carriera

### Club
Cresciuto nel settore giovanile del Vorskla, ha esordito in prima squadra il 21 agosto 2016 in occasione del match di campionato pareggiato 0-0 contro lo Stal' Dniprodzeržyns'k.

### Nazionale
Ha giocato nelle nazionali giovanili ucraine Under-18, Under-19 ed Under-20.